# Olímpia (filla de Robert Guiscard)
Olímpia, coneguda posteriorment com a Helena, fou la filla petita de Robert Guiscard, duc normand de la Pulla, i Sikelgaita, una dama llombarda. Entre el 1074 i el 1078 fou la promesa de Constantí Ducas, coemperador de l'Imperi Romà d'Orient.

## Nom de naixement
Olímpia era filla de Robert Guiscard i la seva segona muller, Sikelgaita. Hi ha dues fonts que recullen el seu nom de naixement. Segons la Crònica de Troia fragmentària, de finals del segle xii:
| « | Alexius factus est imperator, et Robertus dux transivit mare, et cepit eum impugnare ob Olimpiadem filiam suam, quam expulearat de palatio suo. | Aleix esdevingué emperador i el duc Robert travessà la mar i començà a atacar-lo amb motiu de la seva filla Olímpia, que [Aleix] havia expulsat del seu palau. | » |
| — | | |   |

 Un rotlle del pregó pasqual de Bari, datat cap al 1075, conté la pregària següent:
| « | Memorare, domine, famulorum tuorum imperatorum nostrorum domni Michahil et domni Constantini atque domne Olimpiade. Simulque lucidissimi ducis nostri domni Rubberti et domne Sikelgaita ac domni Ruggeri et cunctum exercitum eorum et omnium circumstantium. | Recordeu, Nostre Senyor, els teus servents i emperadors nostres, el senyor Miquel i el senyor Constantí la senyora Olímpia. Alhora, els nostres il·lustríssims ducs, el senyor Robert i la senyora Sikelgaita i el senyor Roger i tot el seu exèrcit i tots els que els envolten. | » |

Tot i que cap de les filles de Guiscard no portava un nom típicament normand, el més insòlit és el d'Olímpia, que no consta en cap personatge anterior de Normandia o Llombardia. És cert que hi havia una santa Olímpia, però el seu culte a Occident era molt minso, fins i tot a la Itàlia meridional. Sí que consten els noms «Orímpia» i «Limpiasa», variants d'«Olímpia» a la Itàlia meridional del segle xii. El més probable és que rebés aquest nom en record d'Olímpia, mare d'Alexandre el Gran, car les fonts del sud d'Itàlia sobre la conquesta normanda de la Itàlia meridional estan farcides de referències a Alexandre. Pot ser que hagués nascut quan ja estaven en marxa les primeres negociacions per a una aliança matrimonial amb els romans d'Orient, encetades el 1072. En aquest cas, el nom podria reflectir el seu esperat futur imperial, en un paral·lelisme amb el seu futur nom adoptiu «Helena».
En alguna ocasió, Olímpia ha estat identificada amb la filla de Guiscard promesa al comte Hug V del Maine, però han de ser dues persones diferents per força.

## Promesa
Guiscard tenia diverses filles, que feu servir per concloure aliances matrimonials de caràcter polític cap al mateix temps.. L'emperador Romà IV Diògenes feu la primera proposta d'un casament entre els romans d'Orient i els normands quan aquests últims assetjaven Bari, que es rendí l'abril del 1071. Romà estava disposat a casar un dels seus fills amb una de les filles de Guiscard, però les negociacions es tallaren en sec després de la seva derrota a la batalla de Mantziciert. L'emperador Miquel VII Ducas reprengué les converses oferint-se a casar un dels seus germans petits (Constanci o Andrònic) a una de les filles de Guiscard a finals del 1072 o principis del 1073. Guiscard rebutjà aquesta proposta dues vegades. Segons Amat de Montecassino, esperava obtenir-ne una de millor. El març del 1074 acceptà la tercera oferta, que consistia en un matrimoni entre Olímpia i el fill de Miquel Constantí, que segurament encara era un nounat.

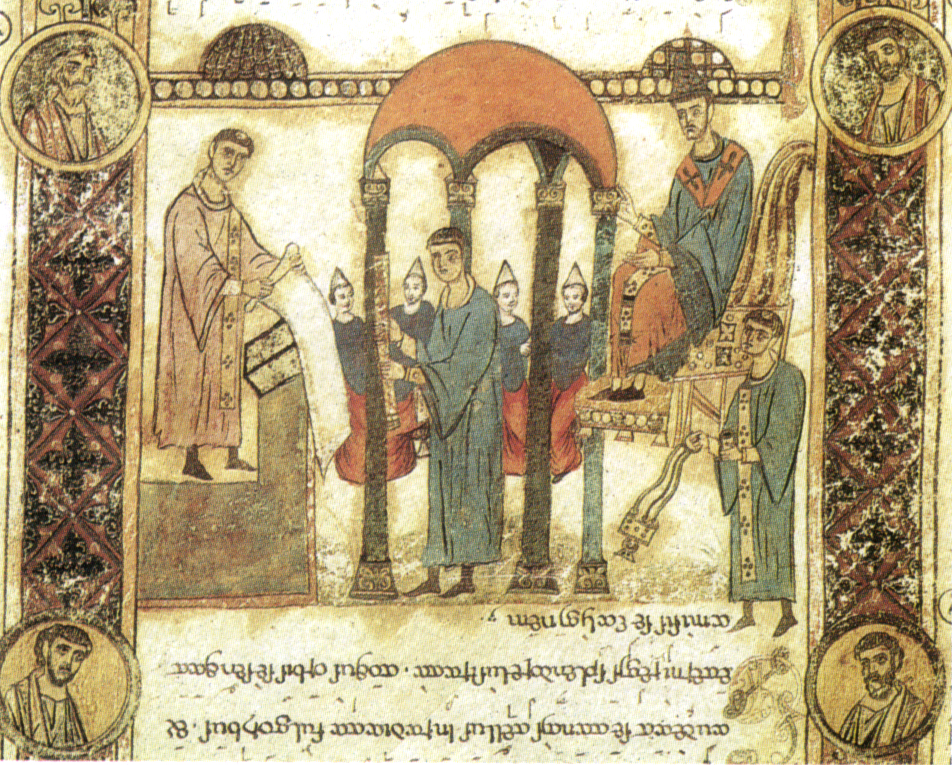
Secció del mateix rotlle del pregó pasqual en el qual Olímpia és objecte d'una pregària.

El contracte matrimonial quedà ratificat en un tractat conclòs en forma de crisòbul redactat per Miquel Psel·los l'agost del 1074. Els germans petits i coemperadors de Miquel —Constantí i Andrònic—, també signaren el contracte nupcial. Així mateix, el tractat concedia títols i pensions imperials a Guiscard i els seus homes. Guiscard fou proclamat nobilíssim i un dels seus fills fou nomenat curopalata. Les pensions sortien a unes 200 lliures d'or a l'any. Olímpia viuria al Gran Palau de Constantinoble i rebria el tractament d'emperadriu consort. A canvi, Guiscard es comprometia a respectar les fronteres de l'imperi i contribuir a la seva defensa, clàusula que probablement significava que reclutaria mercenaris normands per a l'emperador. La importància d'aquesta aliança matrimonial queda palesa pel nombre d'historiadors contemporanis que en parlen: Amat, Guillem de la Pulla, Anna Comnena, Joan Escilitzes, Jordi Cedrè i Joan Zonaràs.

## Princesa i captiva a Constantinoble
Olímpias encara era molt petita en el moment de la promesa. El 1076 arribà a Constantinoble, on, segons l'Escilitzes Continuat, fou reanomenada «Helena». La combinació dels noms «Constantí» i «Helena» (que recordava el primer emperador cristià i la seva mare) fa pensar que l'aliança matrimonial despertà moltes expectatives. El seu futur sogre feu un important donatiu a l'abadia de Montecassino cap a la mateixa època, tal vegada com a agraïment pels esforços diplomàtics del seu abat, Desideri, en pro del casament. Tanmateix, les noces mai no arribaren a celebrar-se. El març del 1078, Miquel VII fou derrocat en un cop d'estat i Helena es convertí en ostatge del nou emperador, Nicèfor III Botaniates. Probablement fou expulsada del palau en aquest moment. Segons Jofré Malaterra, era considerada un amenaça perquè, si es tornava a casar, el seu nou marit podia reivindicar el tron.
A l'hivern del 1080-1081, Guiscard despatxà emissaris a Constantinoble en un intent de rescatar la seva filla i, alhora, estudiar la possibilitat d'una aliança amb Aleix Comnè. Nicèfor havia tancat Helena en un convent. Ara bé, la Crònica de Troia diu que fou Aleix qui l'acabà fent fora del palau. Això pot tenir a veure amb el fet que Aleix concertà el casament de Constantí amb la seva pròpia filla, Anna Comnena, el 1083. Segons Guillem de la Pulla, Aleix tractà Helena amb honor. Segons Orderic Vitalis, una font no del tot creïble, Aleix tractà Helena i una altra filla de Guiscard com si fossin les seves pròpies filles. D'acord amb aquest relat, l'haurien ajudat a vestir-se cada matí: una li passava una tovallola i l'altra una pinta de vori.
No es coneix amb certesa la sort d'Helena després del març del 1078. Orderic diu que vint anys més tard fou retornada al seu oncle, el comte Roger I de Sicília. L'Alexíada, escrita per Anna Comnena, filla d'Aleix, no esmenta el que acabà passant amb Helena. Comnè no amaga la seva hostilitat envers Helena, de la qual afirma que Constantí la detestà des del primer moment. El 1080 arribà a la Itàlia meridional un impostor que deia ser Miquel VII. Guiscard feu servir aquest farsant i la captivitat de la seva filla com a pretext per envair l'imperi el 1081.